# أركيتكتشرال ريفيو
ذا أركيتكتشرال ريفيو هي مجلة معمارية دولية شهرية. وقد نشرت في لندن منذ عام 1896. وتغطي مقالاتها البيئة الحضرية - التي تشمل المناظر الطبيعية، وتصميم المباني، والتصميم الداخلي والحضرية - وكذلك نظرية هذه الموضوعات.

## تاريخ
تأسست مجلة ذا أركيتكتشرال ريفيو كمجلة شهرية، وكانت تدعى ذا أركيتكتشرال ريفيو فور ذا أرتست، في عام 1896 من قبل بيرسي هاستينغز، صاحب الصحافة المعمارية. في عام 1927، أصبح ابنه الثالث، هوبرت دي كرونين هاستينغز، محرر مشترك (مع كريستيان بيرمان) في كل من مجلة أركيتكتشرال ريفيو وأرتشيتكتس جورنال، الأسبوعيتين. وقاما معا بصنع تغييرات كبيرة في أهداف وأسلوب الاستعراض، الذي جعل منها مجلة للفنون العامة مع التركيز المعماري. وقد تم جلب مساهمين من ميادين فنية أخرى، من بينهم هيلاير بيلو وروبرت بايرون وسيريل كونولي وديفيد هربرت لورانس وبول ناش ونيكولاوس بيفسنر وبي. مورتون شاند وأوسبرت وساشيفيل سيتويل وإيفلين ووه. جون بيتمان كان مساعد محرر من 1930 إلى 1934. تضمنت هيئة التحرير بيفسنر، هيو كاسون، أوسبرت لانكستر وجيمس مود ريتشاردز. وكان تصميم الاستعراض مبتكرا، مع استخدام جريء للتخطيط، والسطوح، والصور الفوتوغرافية؛ تم تكليف عناصر الرسم من اريك جيل وإدوارد بودن. نشرت المقالات عن عمارة الحداثة الأوروبية التي كتبها بي. مورتون شاند من يوليو 1934 وكانت من بين الأوائل في بريطانيا حول هذا الموضوع. وبحلول عام 1935، كانت المجلة قد اكتسبت مكانة رائدة في الخطاب المحيط بالحداثة.
كانت المجلة مؤثرة بعد الحرب العالمية الثانية في رفع مستوى الوعي حول «الحضرية» (التصميم الحضري)، جزئيا من خلال مقالات منتظمة من قبل المحرر المساعد جوردون كولين، مؤلف العديد من الكتب حول هذا الموضوع.
في يناير 2017، أعلن مالك اللقب أسنتيال عن عزمه على بيع 13 لقبا بما في ذلك أركيتكتشرال ريفيو، «الألقاب التراثية» الـثلاثة عشر كان من المقرر أن «تتوغل في عمل منفصل في حين بحث المشترين». وكان واحدا من الـ13 عنوانا تم الحصول عليها من أسنتيال بواسطة متروبوليس إنترناشونال في صفقة نقدية بقيمة 23.5 مليون جنيه استرليني، تم الإعلان عنها في 1 يونيو 2017.

## أشخاص بارزين
- هنري ويلسون - المحرر الأول 1896-1901
- جون بيتمان - مساعد محرر، 1930-1934
- جيمس مود ريتشاردز - محرر أو محرر عام من 1935 إلى 1971، باستثناء سنوات الحرب
- نيكولاوس بيفسنر - رئيس التحرير 1943-1945 وعضو هيئة التحرير 1945 إلى 1970
- بيتر ديفي - محرر 1980 إلى 2005
- لازلو موهولي ناجي - مصور
- غوردون كولين - محرر فني
- روبرت ملفيل - الناقد الفني
- بيتر بلونديل جونز - مساهم
- ستيفن غاردينر - مساهم
- دوغلاس هاسكل - مساهم
- إيان نيرن - مساهم